# Airth
Airth est un village d'Écosse situé dans le Falkirk. En 2001, il avait 1 273 habitants.